# Milan Jevtović
Milan Jevtović (Čačak, Serbia, 13 de junio de 1993) es un futbolista serbio. Juega de delantero y su equipo actual es el F. K. Velež Mostar de la Liga Premier de Bosnia y Herzegovina.

## Clubes
| Club                      | País                 | Año       |
| ------------------------- | -------------------- | --------- |
| F. K. Borac Čačak         | Serbia               | 2012-2015 |
| F. K. Bodø/Glimt          | Noruega              | 2016      |
| Antalyaspor               | Turquía              | 2016-2018 |
| Rosenborg BK (cedido)     | Noruega              | 2017      |
| Estrella Roja             | Serbia               | 2018-2020 |
| APOEL de Nicosia (cedido) | Chipre               | 2020      |
| Aarhus GF                 | Dinamarca            | 2020-2021 |
| Odds Ballklubb            | Noruega              | 2021-2023 |
| Hanoi F. C.               | Vietnam              | 2023-2024 |
| F. K. Velež Mostar        | Bosnia y Herzegovina | 2024-     |

## Palmarés

### Títulos nacionales
| Título               | Club          | País    | Año  |
| -------------------- | ------------- | ------- | ---- |
| Supercopa de Noruega | Rosenborg BK  | Noruega | 2017 |
| Eliteserien          | Rosenborg BK  | Noruega | 2017 |
| Superliga de Serbia  | Estrella Roja | Serbia  | 2019 |